# 必殺裏稼業
『必殺裏稼業』（ひっさつうらかぎょう）は、元気から2005年9月22日に発売されたPlayStation 2 (PS2) 用の本格時代劇アクションゲーム。

## ストーリー
時は江戸時代。主人公・帯刀鏡二郎は周囲から信頼される若き町医者であり、江戸の市井の人たちから「若先生」として慕われている。しかしそれは昼の顔、夜には人々の恨みを晴らすため、悪人を葬る「裏稼業人」となって暗躍する。

## 作品解説
本格的な時代劇をゲームで表現した作品。勧善懲悪調の世界観やハードボイルドな作風やトランペットを基調としたBGMなど、『必殺シリーズ』を意識した内容になっており、同シリーズで組紐屋の竜を演じた京本政樹が声優陣に参加している。
本作はステルスゲームの要素が強い。
ゲームはフルボイスで、道行く町人までしっかり喋る。
テーマ曲は開発元ライトウェイトの社長が作曲している。

## ゲームシステム

### 日常シーン
プレーヤーは主人公鏡二郎しか操作することができない。裏稼業の依頼の遂行のための調査および鏡二郎の表の稼業である医者の仕事（=往診）のため江戸市中を移動することとなる。
時間の進行も本作品に取り入れられ、時間がたつにつれて周りも暗くなり、完全に夜になるとプレーヤーは強制的にスタート地点の鏡二郎と道順の家に戻される。
本作を進めるにあたっては、「恨み度」を上げることが重要である。この「恨み度」が高くなると、仲間に調査（敵の配置図など）を依頼する際の費用や仲間への裏稼業の報酬が安くなる。ゲームの進行によって強制的に発生するイベントシーン以外で恨み度を上げるには、江戸市中の市井の人々から話を聞く必要がある。
なお、江戸市中を移動の際に道端で苦しんでいる人物を発見した場合は、その人物はなんらかの疾患もしくは怪我を負っているため、その人物を鏡二郎が治療することで、治療が成功すれば治療代をもらえる、「表の評判」が上がるというメリットがある。治療に失敗した場合も治療代がもらえるものの、その場合は表の評判は大幅に下がる。表の評判が高くなると、暗殺対象の人物などに関する情報や噂を引き出しやすくなり恨み度をあげやすくなる、往診や道端での治療が成功した際においてもらえる治療代が上がるというメリットがある。
江戸市中には様々な店があるため、それらの店でゲームの進行に役に立つアイテムを購入することが可能である。
ちなみに、日常シーンにおいても、戦闘シーンがある。

### 裏稼業決行シーン
この場面においては、殺害だけではなく、気絶という形で敵を排除することも可能であり、気絶した敵が目覚めることは本作品においては無いため、それが可能となる。
なお、上記のように本作ではステルスゲームの要素がメインとして説明書には記載しているが、強行突破で裏稼業の依頼を解決することも可能である。
鏡二郎が暗殺対象の人物を殺害し、ほかの仲間はその人物のいる最終エリア以前までのエリア攻略を担当することとなるが、すべてのエリアの攻略を鏡二郎が担当することも可能である。
裏必殺という特殊な技で敵を暗殺した場合は、その特殊な技で暗殺した人数に応じて裏稼業成功時における報酬および「裏の評判」が上昇する。この裏必殺は裏稼業人それぞれで技の内容が異なり、操作する人物によっては特殊な操作方法も必要になる。
特定のプレーヤーしか移動できない場所が存在する。

## 登場人物

### 裏稼業人
帯刀鏡二郎（たてわき きょうじろう）
声 - ヤマモトヒロフミ
主人公。表稼業は医者で、周囲から「若先生」と慕われる好青年。道順から医者と裏稼業人の仕事を継ぐ。裏稼業人としての技術は一流であるものの、精神面においてはまだまだ未熟な面が目立ち、時にそれが原因で鏡二郎自身がジレンマのような悩みに陥ることも少なくなく、その度に道順にたしなめられることも多い。よくも悪くも純朴な性格ゆえ、裏稼業の調査において思慮を欠いた言動や世間知らずな言動をとることもある。
殺し技：太刀で刺す・斬る
帯刀道順（たてわき どうじゅん）
声 - 緒方賢一
捨て子の鏡二郎を育てた義父。裏稼業の元締め。ある時、裏稼業の現場を鏡二郎に目撃されてしまうも殺すことができず、迷いながらも裏稼業を鏡二郎に継がせる。
謙冶（けんじ）
声 - 中田雅之
ぼろ寺近くの小屋に住むなまぐさ坊主。道順と昔からの顔なじみであることは判明しているものの、それ以外の素性や経歴は謎であり、つかみ所の無い人物となっている。
殺し技：素手で首を折る、殴る、人体二つ折り
辰（たつ）
声 - 渡邊正幸
第二話から登場。表稼業は鳶職人。明るくざっくばらんな典型的な江戸っ子の性格であるが、暗い過去も持つ。
その過去とは火消しを表の稼業としていた時期に、裏稼業の現場を見た親友を口封じのために殺したというもの。その後火消しをやめ、今は現職を表の稼業としている。
殺し技：鳶口を頭部に突きたてる、投げつける
おとき
声 - 古山あゆみ
第四話から登場。表稼業は芸者。一度は裏稼業から足を洗っていたが、ある事をきっかけに再び裏稼業への道を歩むことに。
おときの住まいを鏡二郎が訪れた際（日常シーン）のおときとの会話において鏡二郎に気があるような描写が作中で見られた。
殺し技：扇子に仕込んだ刃・針で切る、刺す
涼太（りょうた）
声 - 京本政樹（特別出演）
第四話から登場。表稼業は独楽回し。おときに誘われ、鏡二郎らのチームに参加。ほかの裏稼業のメンバーと異なり口数も少なく、感情の起伏も乏しい。
殺し技：紐で首を吊る、刃を仕込んだ独楽を投げる・刺す

### ゲスト
第一話 「暴利貪る一粒の塩」
- 菱屋忠兵衛 - 菅原淳一
- お咲 - 小林恵美（2、3話）
- 角屋店主 - 川原慶久
- 黒木屋店主 - 坂本篤史
- 赤司堂店主 - 山川敦也（2話）
- 菱屋番頭 - 柳沢栄治（3話）
- 浪人 - 今村直樹
- 商人 - 小田久史、川原慶久
- 母親 - KOMAKI

第二話 「北町の威を借る二匹鬼」
- 鬼塚主馬 - 柳沢栄治
- 八 - 小田久史
- 源三 - 小川一樹
- 万金堂店主 - 麻生智久（4話）
- 鍵屋店主 - 稲田徹
- 三樹助 - 小田敏充

第三話 「辻斬り三昧狂気の剣」
- 原崎長治郎 - 川原慶久
- 浪人 - 疋田貴志、小川一樹

第四話 「四海揺るがす押し込み強盗」
- 銀二 - 疋田貴志
- 文次郎 - 成瀬誠
- 赤戌団員 - 小川一樹
- 賭場の見張り - 蓮池龍三（7話）
- 銀二の子分 - 尾田量生

第五話 「巨悪探して五里霧中」
- 関谷六三郎 - 喜多川拓郎
- 寅吉 - 麻生智久
- やくざ者 - 丹波義裕
- 子分 - 木部祥太、小田敏充、疋田貴志
- 伊勢屋店主 - 今村直樹（9話）
- 田村店主 - 中田雅之
- 船頭 - KAN
- 野次馬 - 照山伸光、熊谷勇希、山さん

第六話 「六徳無にする紅蓮の炎」
- 上州屋藤次郎 - 川村拓央
- 上州屋番頭 - 丹波義裕
- 手下 - 岩渕高志
- やくざ者 - 山川敦也
- 定吉 - 塚本久実子
- 安之助 - 藤本教子
- 泉屋店主 - 小田敏充
- 町人 - 川村拓央、丹波義裕、小川一樹、山さん

第七話 「昔馴染みと世の七難」
- 加納清十郎 - 大橋隆昌
- 母親 - 塚本久実子
- 娘 - 坂本美里
- 賭場の男 - 稲田徹

第八話 「男女を引き裂く口八丁」
- 鉄造 - 柳坂明彦
- お登勢 - 藤本教子
- お市 - KOMAKI
- 水戸屋店主 - 麻生智久
- 利八店主 - 稲田徹
- 大倉屋拾兵偉 - 柳沢栄治
- 町娘 - 阿澄佳奈
- 町人 - 丹波義裕、岩渕高志、山川敦也

第九話 「昼九つ堂々赤い狂犬」
- 赤坂戌三郎 - 麻生智久
- 土佐犬の良馬 - 前田俊文
- 柴犬の子吉 - 成瀬誠
- 紀州犬の藤吉 - 稲田徹
- 唐犬の牛兵衛 - 蓮池龍三
- 旦那 - 川村拓央
- 町娘 - 平野佳奈
- 番頭 - 柳沢栄治

最終話 「十死は覚悟最後の稼業」
- 坂上大学 - 蓮池龍三